# 富山地方鉄道9000形電車
富山地方鉄道9000形電車（とやまちほうてつどう9000がたでんしゃ）は、富山地方鉄道富山軌道線の路面電車車両(LRV:Light Rail Vehicle)。富山軌道線及び富山港線において使用されている。
富山市が行った市内電車環状線化事業の一環として導入された車両であり、所有は富山市である。2009年（平成21年）12月23日の環状線（富山都心線）開業と同時に営業運転を開始した。

## 概要
新潟トランシスで製造された2車体連節低床式路面電車 (LRV)で、3編成が導入された。もともとドイツの車両製造メーカーアドトランツ（後にボンバルディア・トランスポーテーションに吸収）のブレーメン形超低床電車をライセンス導入したもので、同様の車両に熊本市交通局9700形、同0800形、岡山電気軌道9200形（愛称MOMO）、万葉線MLRV1000形（愛称アイトラム）、富山ライトレールTLR0600形→自社の0600形（愛称ポートラム）がある。全長 (2車両1編成) 18.4 m、編成重量25.0トン。
当形式は同じ富山市を走るTLR0600→0600形とは塗装以外はほぼ同じ設計である。これは富山駅高架化後に直通運転が計画されており、それを考慮したものである。ただし前面および側面の行先表示にはフルカラーLEDが採用され、これは道路を走る路面電車車両としては日本初の導入となる。
車体の色は、虹の7色を採用したTLR0600形→0600形とは対照的に、デ9001が白、デ9002が銀、デ9003が黒とモノトーンになっている。内装は壁面はホワイトを基調としているものの、シートモケットはブラックとライトブラウン、タイヤハウス部はライトブラウンとし、温かみを持たせている。運転台背面には液晶ビジョンが設けられ、停留所案内などが放映されるほか、富山市内線車両共通仕様として「見えるラジオ」も設けられていた。
運転台部分に設けられた運賃箱は、2010年3月14日から導入されたICカード「ecomyca（えこまいか）」にも対応している。
2009年11月12日に白と銀の車両が、11月18日に黒の車両が南富山車両基地に納入されて、予定されていた3編成が揃い、12月2日に試運転を開始した。
愛称は一般公募によって募集され、選考の結果「CENTRAM（セントラム）」という名称に決定した。
富山地方鉄道はこの9000形とは別に2010年4月よりデ7000形の代替となる富山市内線向けの新形式・T100形（愛称サントラム）を導入しており、代走をT100形が行うこともあった。
9000形は営業運転開始以降、環状線と初電・終電などの南富山での出入庫を兼ねた1系統運用に限定されていたが、2020年3月21日以降、富山大学前方面、富山港線を含めた全ての系統で、0600形とT100形と共通で運用されている（これに先立ちATSが設置されている）。一方、本形式の他0600形、T100形も定期的に富山都心線区間へ入線するようになった。

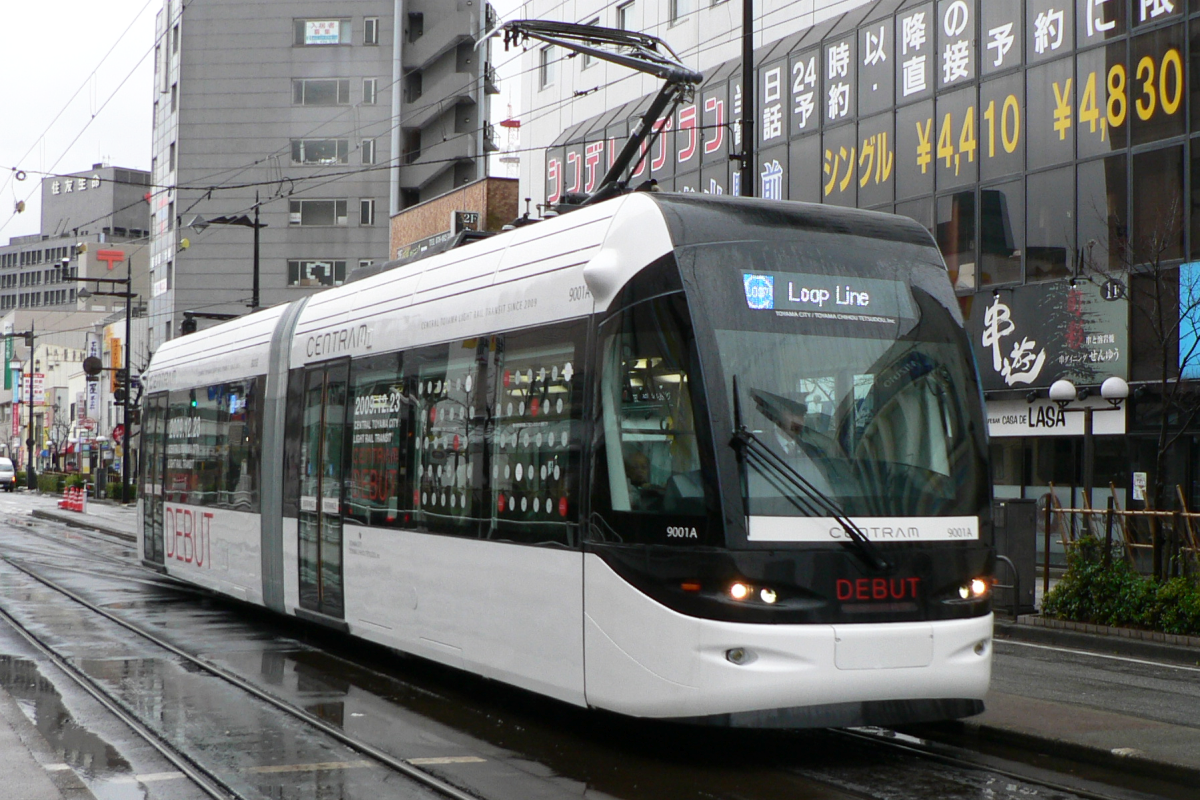
デ9001（デビュー記念ラッピング）
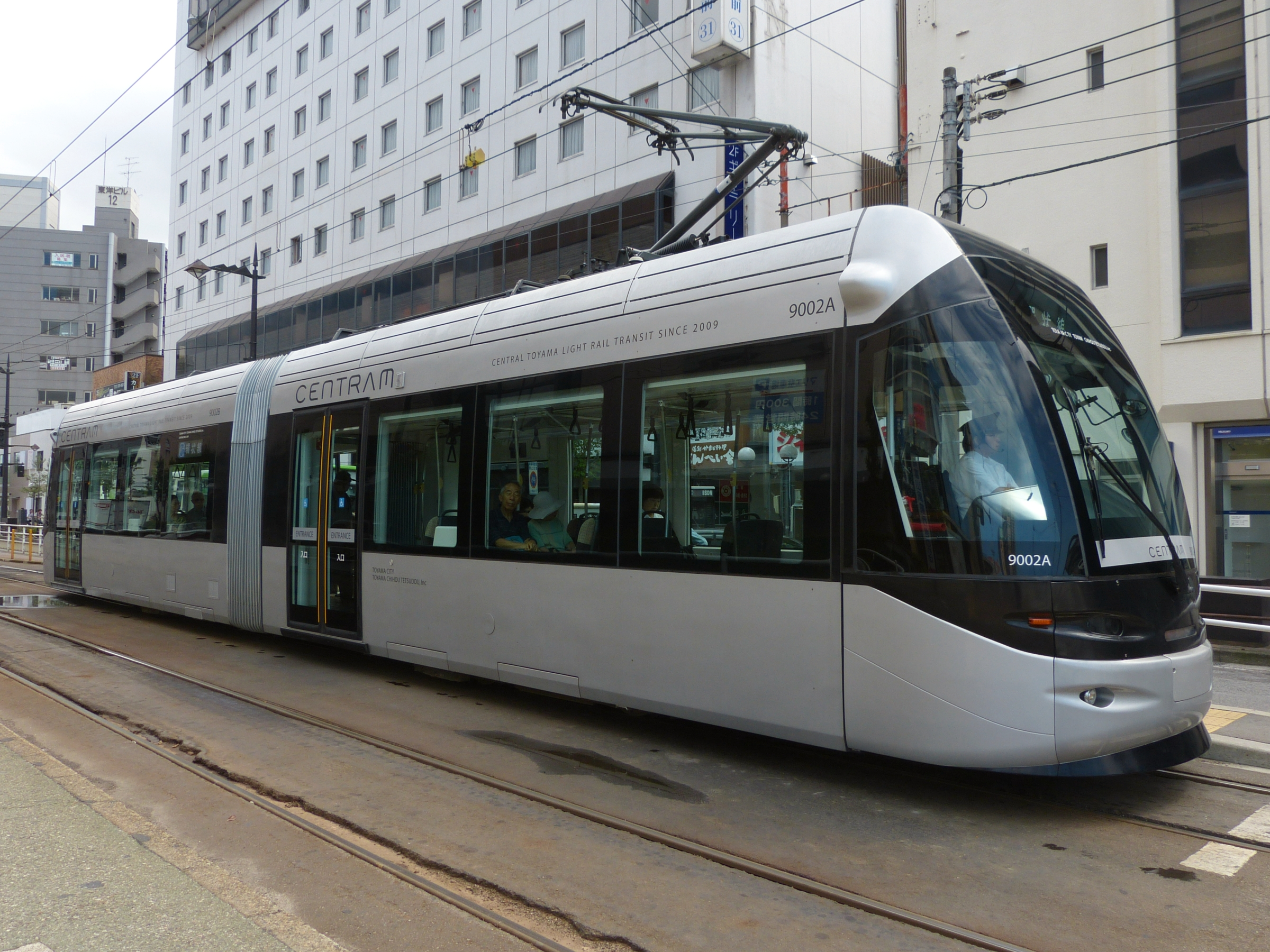
デ9002
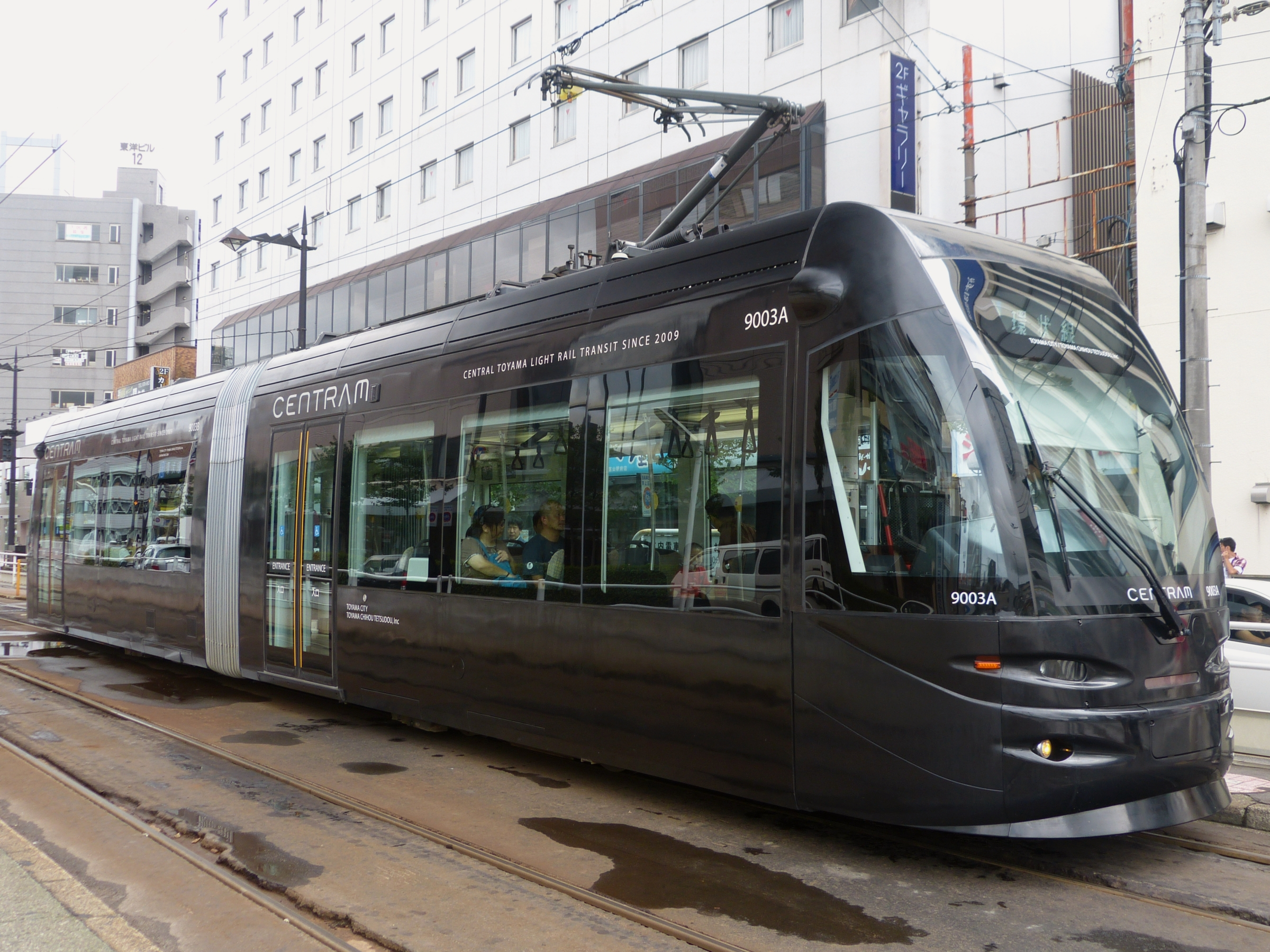
デ9003